# José Gutiérrez Fernández
José Gutiérrez Fernández, más conocido como El Pelón Gutiérrez o Pelón Jr. (1958 en El Salto, Jalisco-28 de marzo de 2017 en El Salto, Jalisco), fue un futbolista mexicano que jugaba en la posición de defensa lateral izquierdo, hijo de José Gutiérrez, también exjugador del Club Deportivo Guadalajara durante la década de los 1940s. Jugó toda su carrera para el Club Deportivo Guadalajara y fue campeón de la Primera División en la temporada 1986-87.

## Jugador
Debutó con el primer equipo del Guadalajara el 21 de septiembre de 1980, en un partido contra la UAG donde las Chivas ganarían por marcador de 4 goles a 2.
Solo vistió la camiseta del Guadalajara durante su carrera como futbolista profesional, disputó 12 temporadas con el primer equipo, durante las cuales jugó 294 encuentros de Liga, entre fase regular y liguilla, acumulando 25,492 minutos en cancha y marcando un total de 4 goles. La temporada 1990-91 fue su última, y solo alineó en 3 partidos.
Fue considerado como uno de los mejores defensas laterales izquierdos de sus tiempos, fue parte del cuadro que salió campeón en la temporada 1986-87 con el CD Guadalajara.

## Entrenador
Se desempeñó como entrenador del Club Alebrijes de Oaxaca de la Segunda división mexicana, del equipo de la Universidad del Fútbol en Pachuca y del ECA-Norte.

## Palmarés

### Como jugador
| Título                    | Club                       | País   | Año     |
| ------------------------- | -------------------------- | ------ | ------- |
| Primera división mexicana | Club Deportivo Guadalajara | México | 1986/87 |